# Ib Christensen
Ib Christensen (15 de Março de 1930 - 3 de Janeiro de 2023) foi um político dinamarquês. Membro do Partido da Justiça da Dinamarca e do Movimento Popular contra a UE, serviu no Folketing de 1973 a 1975 e novamente de 1977 a 1981. Também foi membro do Parlamento Europeu de 1984 a 1994.
Christensen faleceu em Randers a 3 de Janeiro de 2023, aos 92 anos.